# Lillie Langtry
Emilie Charlotte, Lady de Bathe, ook bekend als Lillie (of Lily) Langtry, (Saint Saviour, 13 oktober 1853 – Monaco, 12 februari 1929) was een Brits actrice. Vanwege haar schoonheid was haar bijnaam Jersey Lily. Ze had enkele prominente minnaars, waaronder de prins van Wales, de latere koning Edward VII.

## Biografie

### Vroege jaren
Ze werd geboren met de naam Emilie Charlotte Le Breton en ze was de dochter van een dominee die werkzaam was op het eiland Jersey. Ze was het zesde van zeven kinderen en was het enige meisje. In 1874 huwde ze met de vermogende Ierse weduwnaar Edward Langtry. Haar ouders keurde het huwelijk af omdat ze Lillie nog te jong vonden en ze stelden vraagtekens bij de financiële zekerheid van Edward. Door de koppigheid van Lillie ging het huwelijk alsnog door. Lillie's vader kreeg op den duur een onsmakelijke reputatie, en nadat zijn vrouw hem verlaten had, verliet hij Jersey in 1880.
Nadat ze in 1876 een koortsaanval van buiktyfus kreeg, werd haar, waarschijnlijk ook op haar eigen aandringen, aangeraden om in Londen te gaan wonen om haar gezondheid te verbeteren. Aanvankelijk hadden de Langtry's weinig om handen en in 1877 kregen ze een uitnodiging van Thomas Jones, Viscount van Raleigh voor een soiree. Hierna volgde een uitnodiging bij Lady Sebright en het was op deze avond in mei 1877 dat Langtry werd ontdekt. Bij dat feest waren ook de schilders Frank Miles en John Everett Millais aanwezig en zij zouden bijdragen aan de verdere bekendheid van Langtry.

### Socialite
Door de eerste schets die Miles van haar maakte op die avond en gepubliceerd werd, raakte ze in een klap beroemd. Zo kocht zelfs prins Leopold van Albany een prent met haar beeltenis. De schetsen van Miles leidde er ook toe dat de Schotse schrijver Oscar Wilde een aantal gedichten aan haar wijdde. Hij gaf haar ook Latijnse les.
Langtry kwam ook in de belangstelling van de Britse kroonprins Albert Edward. Ze groeide uit tot zijn minnares en Albert weigerde aan sociale evenementen deel te nemen als Langtry niet op de gastenlijst stond. In totaal duurde haar relatie met prins Albert drie jaar en deze liet zelfs speciaal voor hen een huis bouwen in Bournemouth. Door haar status als favoriet van de prins waren kredietverstrekkers snel geneigd om haar geld te doen toekomen voor de levensstijl die bij haar positie behoorde. De kledingzaken gebruikten haar dan ook als reclamezuil omdat ze wisten dat wat Langtry droeg de mode van morgen was.

### Actrice

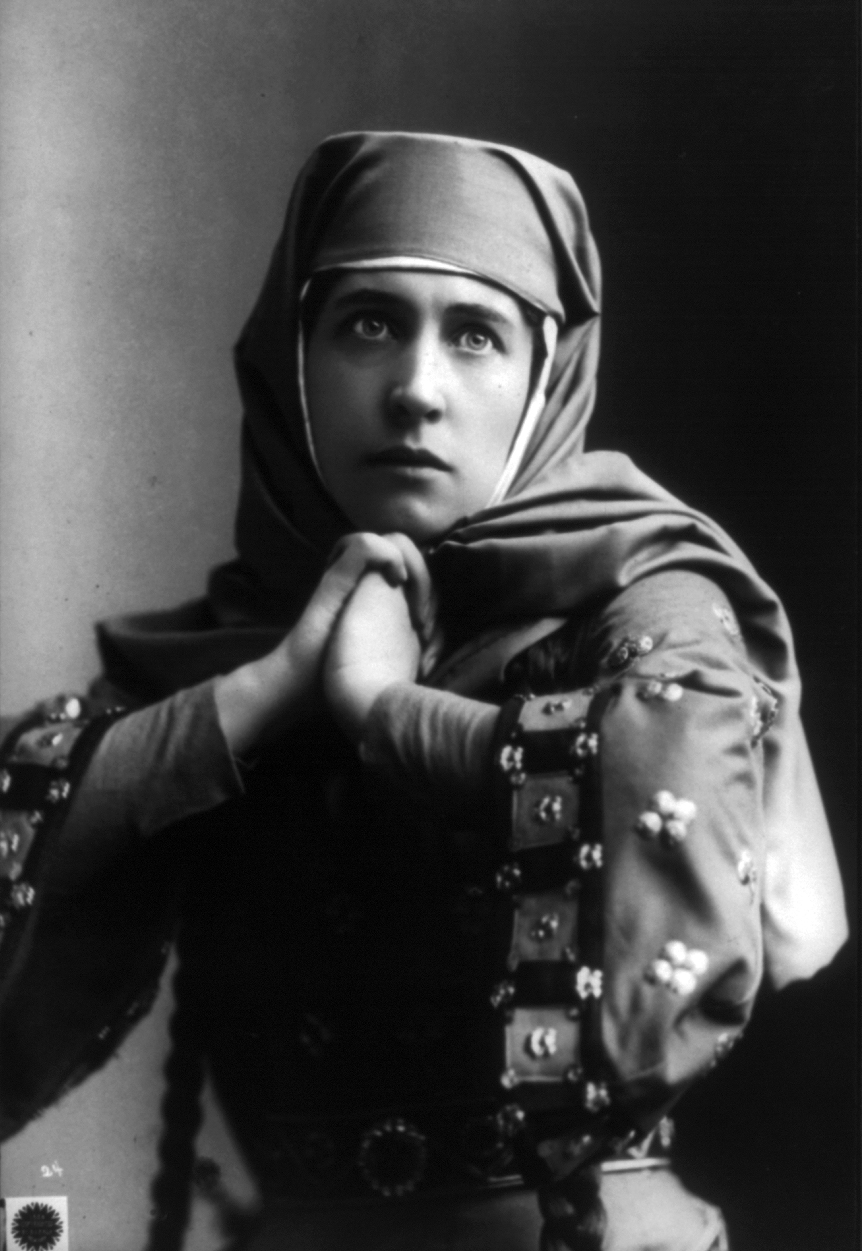
Lillie Langtrey als Lady Macbeth, 1899.

Toen haar affaire met de kroonprins ten einde kwam begonnen de kredietverstrekkers geld terug te vragen van haar en omdat haar man niet aan deze kosten kon voldoen ging ze op zoek om op een andere manier aan een inkomen te komen. Dat maakte het dat ze begon aan acteercarrière. Langtry maakte in 1882 haar debuut op het toneel. Ze debuteerde in de rol van Kate Hardcastle in het stuk She Stoops to Conquer en veroorzaakte hiermee een sensatie. Ze was immers de eerste socialite die op de planken stond.
Door haar natuurlijke schoonheid en haar oude relatie met de kroonprins stond Langtry garant voor verkochte kaartjes. Door een aantal optredens in het Verenigd Koninkrijk gaven de start van haar acteercarrière. Hierop besloot ze meteen tot een toer door de Verenigde Staten in 1882. Op 23 oktober van dat jaar arriveerde ze in Amerika, met Oscar Wilde in haar kielzog. Hij zou een lovende recensie schrijven over debuut in Amerika voor de New York World. In 1882 ging Langtry ook akkoord om een commercieel product aan te bevelen, Pears Soap. Deze keuze was niet zonder controverse.
Om haar talent verder te ontwikkelen kreeg Langtry in de zomer van 1883 in Parijs les van François-Joseph Regnier. Toch was het niet haar talent dat een blijvende indruk op het toneel zou achterlaten, maar haar schoonheid. Tot aan de jaren 1890 zou ze met enige regelmaat op de toneelpodia te vinden zijn. Haar aanwezigheid aldaar zou in dat decennium gestaag afnemen, al trad ze wel nog zo nu en dan op. Ook bleef ze zichzelf inzetten als beroemdheid: zo bleef ze producten aanprijzen, maar ook racepaarden en was ze met enige regelmaat in de casino's van Monaco te vinden.
In 1913 maakte Langtry haar debuut op het witte doek. Ze speelde in de komediedrama His Neighbor's Wife dat geproduceerd was door Adolph Zukor. Ondanks dat de film positieve kritieken kreeg, had Langtrey geen plannen om meer films te maken, waarschijnlijk vond ze het geen lucratieve business. Een andere factor die hier mogelijk een rol in speelde was haar leeftijd; Langtry was bijna 63 toen de film uitkwam.

### Laatste jaren

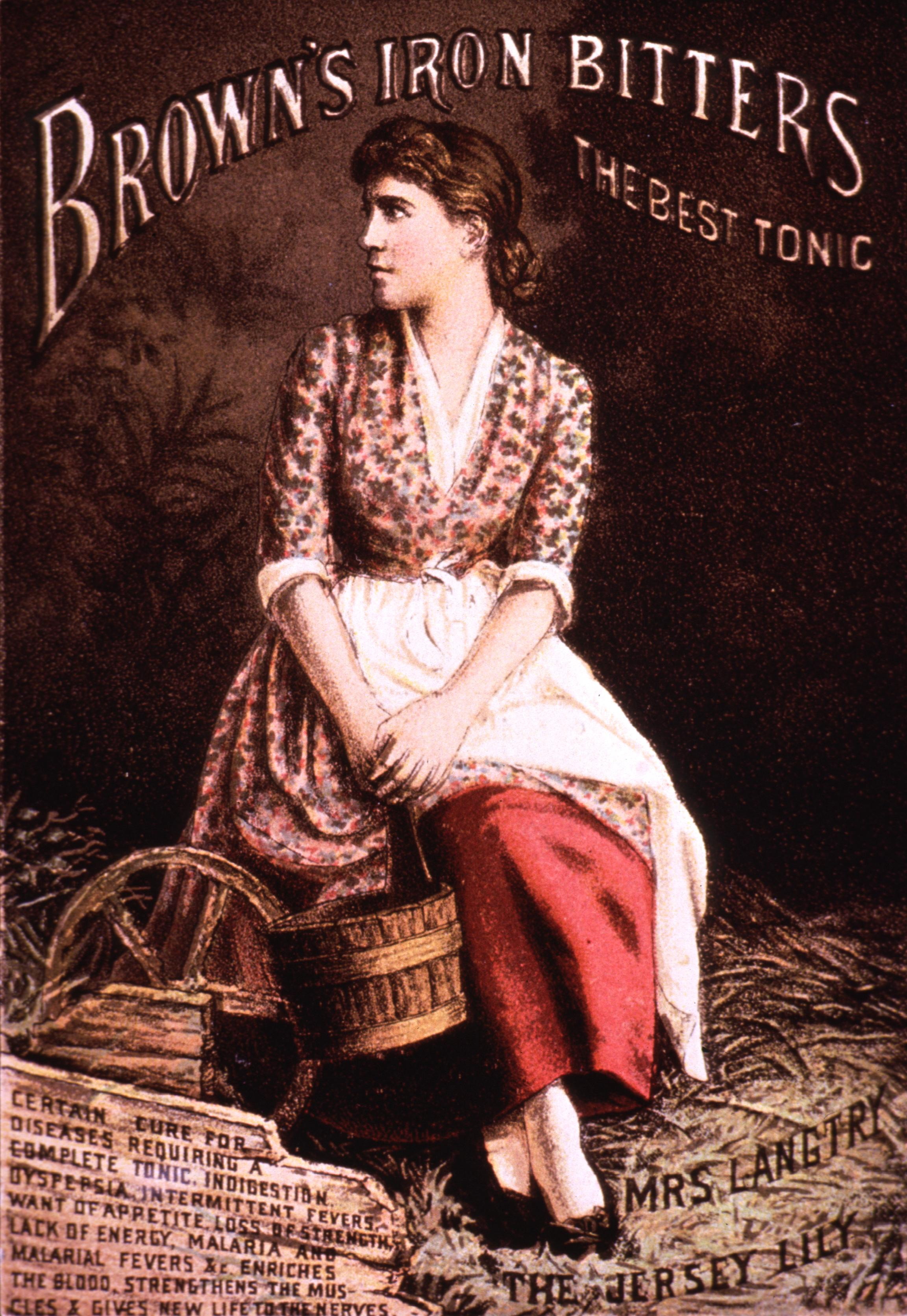
De beeltenis van Langtry op een blik van Brown's Iron Bitters.

Langtry bracht in 1917 haar eigen autobiografie uit. In tien verschillende delen verscheen deze in de kranten van William Randolph Hearst. Hiervoor kreeg ze een bedrag van duizend dollar. In 1925 werden haar memoires onder de titel The Days I Knew in boekvorm gepubliceerd. Langtry stierf in 1929 in Monaco.

## Dochter
In april 1879 begon Langtry een affaire met Lodewijk Alexander van Battenberg, hoewel zij op dat moment nog altijd een relatie had met een oude vriend, Arthur Clarence Jones. In juni 1880 raakte zij zwanger. Haar man kon niet de vader zijn, en prins Lodewijk geloofde dat het kind van hem was. Lillie ontving geld van de prins van Wales en trok zich terug in Parijs met Arthur Jones. Hier werd op 18 maart 1881 haar dochter, Jeanne Marie, geboren. Jeanne Marie trouwde in 1902 met de Schotse politicus Sir Ian Malcolm. Zij kregen vier kinderen en Jeannie Marie Malcolm stierf in 1964.

## In populaire cultuur
In de single Pictures of Lily van de Britse rockband The Who uit 1967 wordt Lillie Langtry bezongen. Daarnaast is de plaats Langtry in de Amerikaanse staat Texas naar haar vernoemd en prijkt haar beeltenis op het label van een wijnhuis uit Californië.
- Bibliothèque nationale de France: cb16452061d (data)
- CiNii: DA17079548
- Gemeinsame Normdatei: 124988210
- International Standard Name Identifier: 0000 0000 6321 3282
- Library of Congress Control Number: n50053658
- MusicBrainz: 0b032b58-7e47-43ed-bdd9-a3ab63a91915
- Nationale Bibliotheek van Tsjechië: xx0014773
- Nationale bibliotheek van Australië: 36558451
- Nationale Bibliotheek van Israël: 987007411924005171
- Nationale Bibliotheek van Polen: a0000002860753
- Nederlandse Thesaurus van Auteursnamen: 068661630
- Réseau des bibliothèques de Suisse occidentale: 02-A012650580
- LIBRIS: 208885
- SNAC: w68p65sv
- Système universitaire de documentation: 25156116X
- Trove: 1291685
- Union List of Artist Names: 500355007
- Virtual International Authority File: 15718949
- WorldCat: E39PBJhd776VVtr9bQWj7pR7pP